# Spathiostemon moniliformis
Spathiostemon moniliformis är en törelväxtart som beskrevs av Airy Shaw. Spathiostemon moniliformis ingår i släktet Spathiostemon och familjen törelväxter. Inga underarter finns listade i Catalogue of Life.